# Ан-Нахда (футбольный клуб, Эль-Бурайми)
«Аль-Нахда» — оманский футбольный клуб, базирующийся в Эль-Бурайми, выступающий в Оманской профессиональной лиге.

## История
Основанный в 2003 году футбольный клуб «Аль-Нахда» был сразу включён в состав Оманской лиги. По итогам дебютного сезона команда заняла восьмое место. В следующем чемпионате клуб стал четвёртым. В 2006 году «Аль-Нахда» приняла участие в Арабской лиге чемпионов и проиграла оба матча ливийскому «Аль-Иттихаду» в рамках первого раунда. В 2007 году команда впервые стала чемпионом Омана, этот успех позволил ей квалифицироваться в групповой этап Кубка АФК 2008. «Аль-Нахда» выиграла свою группу, одолела в четвертьфинале сингапурский «Уорриорс», но уступила в полуфинале бахрейнскому «Аль-Мухарраку» лишь из-за меньшего количества забитых голов на чужом поле.
По итогам чемпионата 2008/09 «Аль-Нахда» во второй раз выиграла Оманскую лигу. В Кубке АФК 2010 команда проиграла все свои шесть матчей в группе.
Третий чемпионский титул в сезоне 2013/14 обеспечил «Аль-Нахде» путёвку в квалификацию Лиги чемпионов АФК 2015. В поединке второго квалификационного раунда против катарского «Аль-Джаиша» она лидировала после мяча на 4-й минуте, но пропустила в конце матча два гола и покинула турнир. Команда отправилась в групповой этап Кубка АФК 2015, который не смогла преодолеть. На Кубке Азии 2015 в Австралии сборную Омана представляли игроки «Аль-Нахды»: защитник Али аль-Бусаиди, нападающий Саид аль-Рузаики и резервный вратарь Сулейман аль-Бурайки.

## История выступлений
| Сезон   | Дивизион      | Место   | Кубок |
| ------- | ------------- | ------- | ----- |
| 2003/04 | Оманская лига | 8-е     |       |
| 2004/05 | Оманская лига | 4-е     |       |
| 2005/06 | Оманская лига | 2-е     |       |
| 2006/07 | Оманская лига | Чемпион |       |
| 2007/08 | Оманская лига | 7-е     |       |
| 2008/09 | Оманская лига | Чемпион |       |
| 2009/10 | Оманская лига | 3-е     |       |
| 2010/11 | Оманская лига | 3-е     |       |
| 2011/12 | Оманская лига | 9-е     |       |
| 2012/13 | Оманская лига | 4-е     |       |

## Достижения
Чемпион Омана (3): 2006/07, 2008/09, 2013/14